# 陳心妤
陳心妤（1980年10月1日—），台灣女演員。

## 經歷
21歲時任職廣告公司，曾經一集酬勞僅有新台幣2,000元。因陪友人開會，被經紀人尹慧文（Tina）相中，並接下慈濟大愛電視《再愛一次》的演出。

## 感情生活
與游安順愛情長跑八年，於2009年11月1日訂婚，並選在游安順生日當天（11月5日）登記結婚，兩人選在於2010年3月6日，於台北市彩蝶宴藍月蝶廳進行結婚典禮。
2015年兒子出生。

## 演出作品

### 電視劇
| 年度 | 播出頻道   | 劇名                          | 飾演                |
| ---- | ---------- | ----------------------------- | ------------------- |
| 2001 | 大愛       | 大愛劇場 《再愛一次》         |                     |
| 2001 | 中視       | 《多桑與紅玫瑰》              | 程文華              |
| 2002 | 大愛       | 大愛劇場《我們這一家》        |                     |
| 2002 | 大愛       | 大愛劇場《聞風而來》          |                     |
| 2002 | 華視       | 《愛情夢幻》                  |                     |
| 2002 | 台視       | 《瑪法達哈魔世界-高跟鞋之戀》 |                     |
| 2003 | 大愛       | 大愛劇場《金山與麗嬌》        |                     |
| 2003 | 大愛       | 大愛劇場《大愛一條街》        |                     |
| 2003 | 大愛       | 大愛劇場《四重奏》            | 陳美月(少年)        |
| 2003 | 大愛       | 大愛劇場《智慧花開》          | 蘇美勳，林智慧女兒  |
| 2003 | 華視       | 《單身宿舍連環泡》            | 曉香，正泰妹妹      |
| 2003 | 華視       | 《西街少年》                  | 游蘭蘭(年輕)        |
| 2003 | 三立台灣台 | 戲說台灣《雷公鳥傳奇》        | 黑面雀              |
| 2003 | 三立台灣台 | 戲說台灣《赤崁龜碑》          | 石龜精 白姑         |
| 2005 | 大愛       | 大愛劇場《草山春暉》          | 高白雪17~19歲的階段 |
| 2005 | 大愛       | 大愛劇場《明月照紅塵》        | 游淑惠少女時期      |
| 2005 | 民視       | 《浪淘沙》                    | 雅信14歲            |
| 2005 | 民視       | 《美麗人生》                  | 杜淑純              |
| 2005 | 三立台灣台 | 戲說台灣《畚箕婆》            | 小雲、畚箕婆        |
| 2005 | 三立台灣台 | 戲說台灣《羅漢腳肖娶某》      | 聖媽                |
| 2006 | 大愛       | 大愛劇場《無盡的愛》          |                     |
| 2006 | 大愛       | 大愛劇場《月亮出來了》        | 明素少年時期        |
| 2006 | 大愛       | 大愛劇場《大地之子》          | 蓁蓁                |
| 2006 | 三立台灣台 | 戲說台灣《打狗埋金山》        | 林金蓮              |
| 2007 | 大愛       | 大愛劇場《呼叫223》           | 四妹少女時期        |
| 2007 | 三立台灣台 | 戲說台灣《金銀寶穴》          | 小玉                |
| 2008 | 大愛       | 大愛劇場《情緣路》            | 廖葉                |
| 2009 | 三立台灣台 | 戲說台灣《錢母請財神》        | 金蟾蜍              |
| 2009 | 三立台灣台 | 戲說台灣《送子婆姐》          | 送子婆姐            |
| 2009 | 三立台灣台 | 《天下父母心》                | 客串                |
| 2010 | 三立台灣台 | 戲說台灣《兔兒神弄姻緣》      | 周惠婷              |
| 2011 | 大愛       | 大愛劇場《路邊董事長》        | 李金連              |
| 2011 | 三立台灣台 | 戲說台灣《阿彌陀佛碑》        | 梅仔                |
| 2012 | 三立台灣台 | 戲說台灣《斬樹頭奇譚》        | 含羞草、金蘭        |
| 2012 | 三立台灣台 | 戲說台灣《老二媽報恩》        | 老二媽              |
| 2014 | 大愛       | 大愛劇場《愛重生》            | 特教老師            |
| 2015 | 大愛       | 大愛劇場《永不放棄》          | 復健師              |
| 2020 | 大愛       | 大愛劇場《人生算什麼》        | 小翠（智能不足）    |

### 綜藝
- 中國電視公司-台灣歡樂窩
- 中天電視台-康熙來了之意想不到的藝能變身術 2006年10月19日

### 舞台劇
- 《如果兒童劇團-故事大盜》
- 《1234567》飾〈琪琪〉
- 《六義幫》